# Guerres de la Lliga de Delos
Les Guerres de la Lliga de Delos (477–449 aC) van ser una sèrie de campanyes lliurades entre la Lliga Dèlica d'Atenes i els seus aliats (i posteriors súbdits), i l'Imperi Aquemènida de Pèrsia. Aquests conflictes representen una continuació de les guerres greco-perses, després de la Revolta Jònica i la primera i segona invasió persa de Grècia.
L'aliança grega, centrada en Esparta i Atenes, que havia derrotat la segona invasió persa, havia continuat inicialment aquest èxit en capturar les guarnicions perses de Sestos i Bizanci, ambdues a Tràcia, el 479 i el 478 aC respectivament. Després de la presa de Bizanci, els espartans van decidir no continuar amb l'esforç bèl·lic i es va formar una nova aliança, coneguda comunament com a Lliga Dèlica, en què Atenes era la potència dominant. Durant els següents 30 anys, Atenes aniria assumint una posició més hegemònica sobre la Liga, que va anar evolucionant fins a convertir-se en l'Imperi atenès.
Al llarg de la dècada del 470 aC, la Lliga Dèlia va fer campanya a Tràcia i l'Egeu per eliminar les guarnicions perses que quedaven a la regió, principalment sota el comandament del polític atenès Cimó. A la primera part de la dècada següent, Cimó va començar a fer campanya a Àsia Menor, amb l'objectiu d'enfortir-hi la posició grega. A la batalla de l'Eurimedont a Pamfília, els atenesos i la flota aliada van aconseguir una doble victòria sorprenent, en destruir primer una flota persa i desembarcar després la infanteria de marina dels vaixells per atacar i derrotar l'exèrcit persa. Després d'aquesta batalla, els perses van adoptar un paper essencialment passiu en el conflicte, ansiosos de no arriscar-se a la batalla sempre que fos possible.
Cap a finals de la dècada del 460 aC, els atenesos van prendre l'ambiciosa decisió de donar suport a una revolta a la satrapia egípcia de l'Imperi Persa. Tot i que la força operacional grega va aconseguir l'èxit inicial, un èxit inicial, no va poder capturar la guarnició persa de Memfis, malgrat un setge de tres anys. Aleshores, els perses van contraatacar i la força atenesa va ser assetjada durant 18 mesos, abans de ser anihilada. Aquest desastre, juntament amb la guerra en curs a Grècia, va dissuadir els atenesos de reprendre el conflicte amb Pèrsia. L'any 451 aC es va acordar una treva a Grècia i Cimó va poder dirigir una expedició a Xipre. Tanmateix, mentre assetjava Cítion, Cimó va morir, i la força atenesa va decidir retirar-se, i va obtenir una altra doble victòria a la batalla de Salamina, a-Xipre, per poder tirar endavant. Aquesta campanya va marcar la fi de les hostilitats entre la Lliga de Dèlia i Pèrsia, i alguns historiadors antics afirmen que es va acordar un tractat de pau, la pau de Càl·lies, per cimentar el final final de les guerres greco-perses.

## Fonts i cronologia

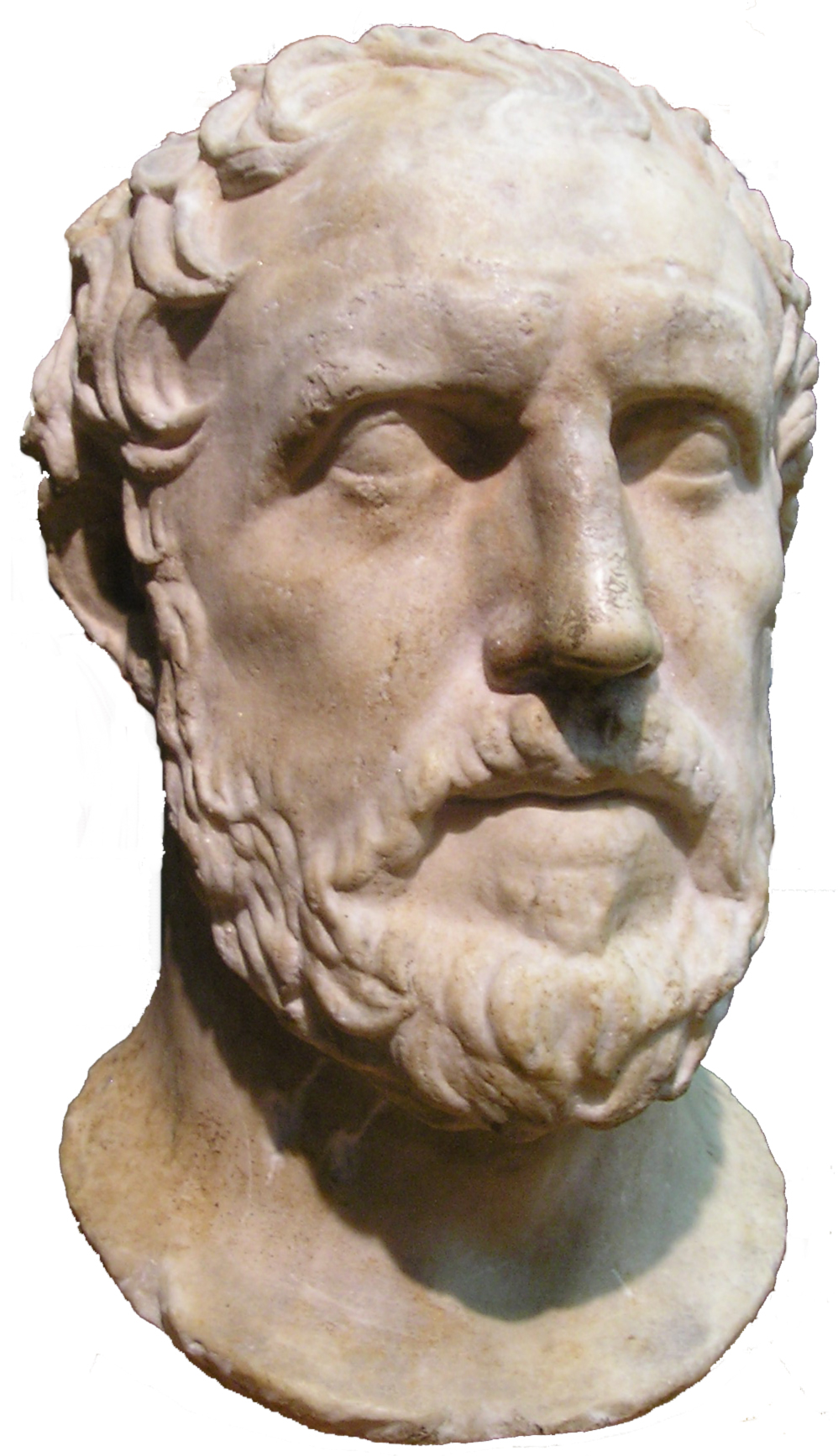
Tucídides, la història del qual proporciona molts dels detalls d'aquest període

## Rerefons

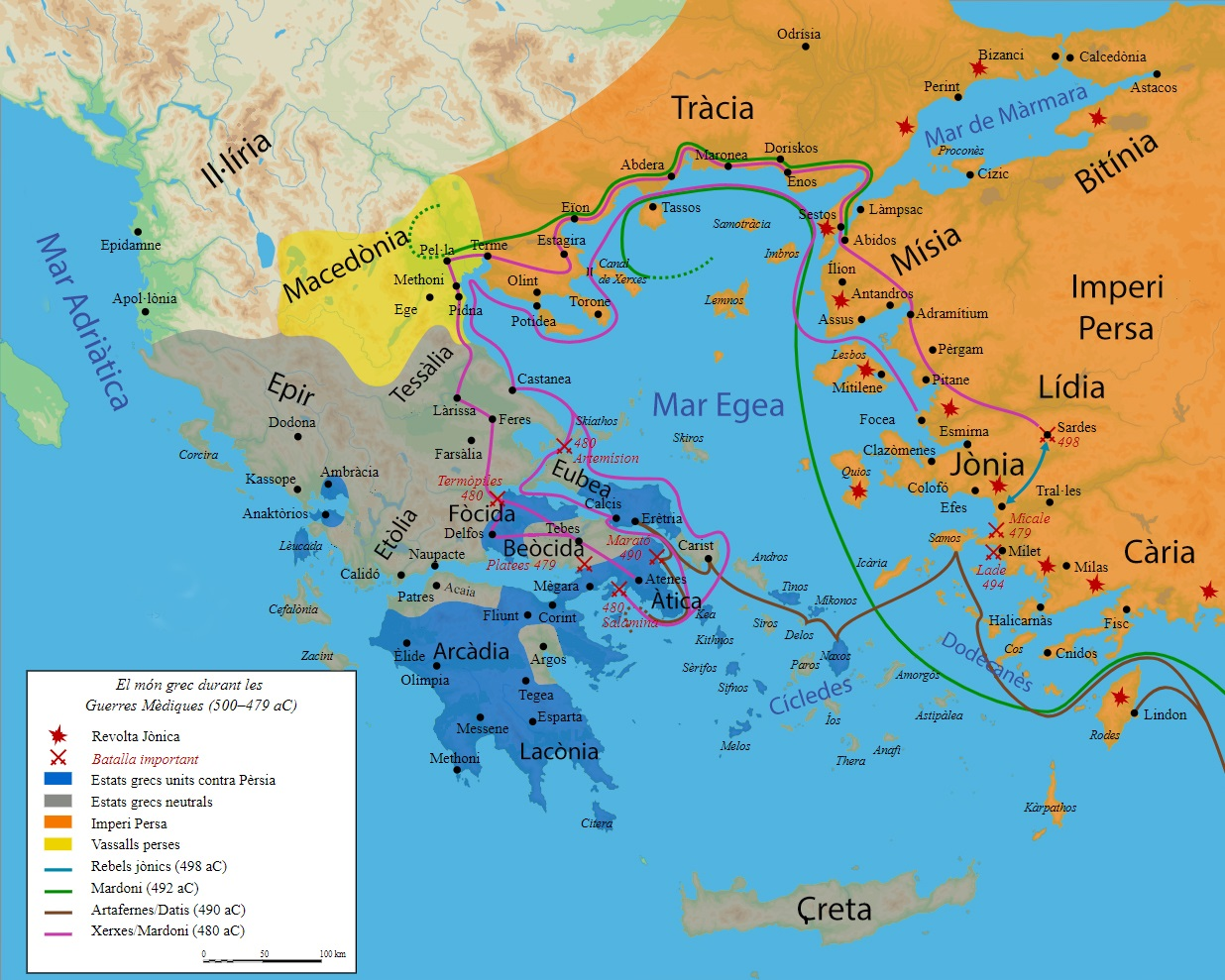
Mapa que mostra els principals esdeveniments de la Revolta Jònica i les invasions perses a Grècia

## Lliga de Delos

Atenes i el seu imperi el 431 aC. L'imperi atenès era el descendent directe de la Lliga de Delos.

### Conflictes a Grècia

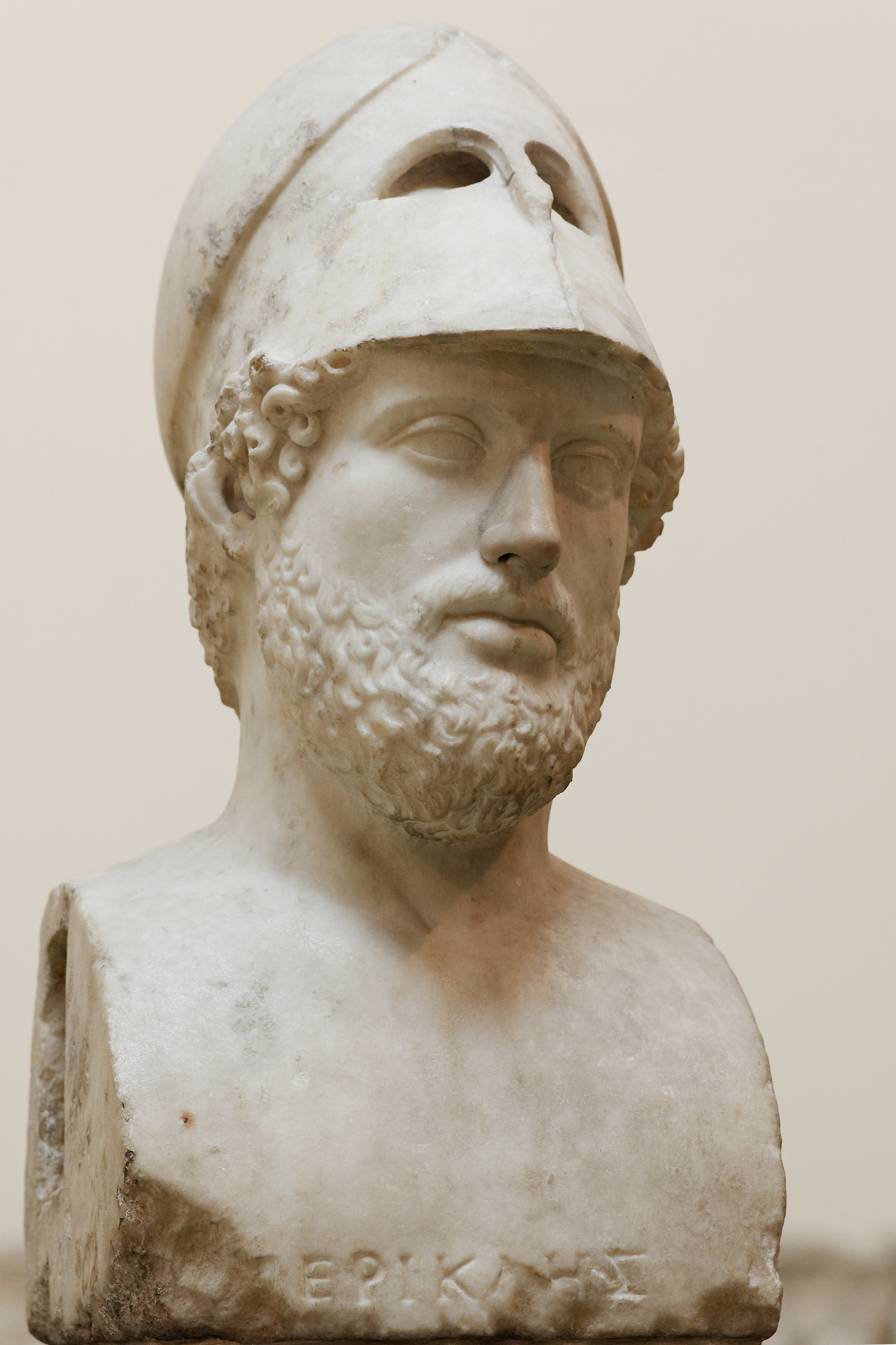
Pèricles, el polític atenès que va dirigir Atenes durant gran part de la seva "Edat d'Or"

#### Setge d'Eíon

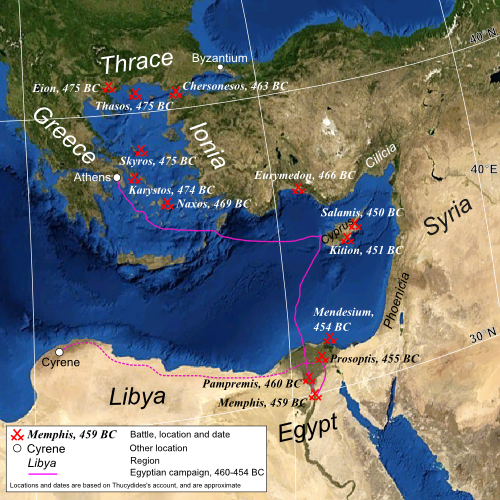
Mapa que mostra les ubicacions de les batalles lliurades per la Lliga de Delos, 477–450 aC

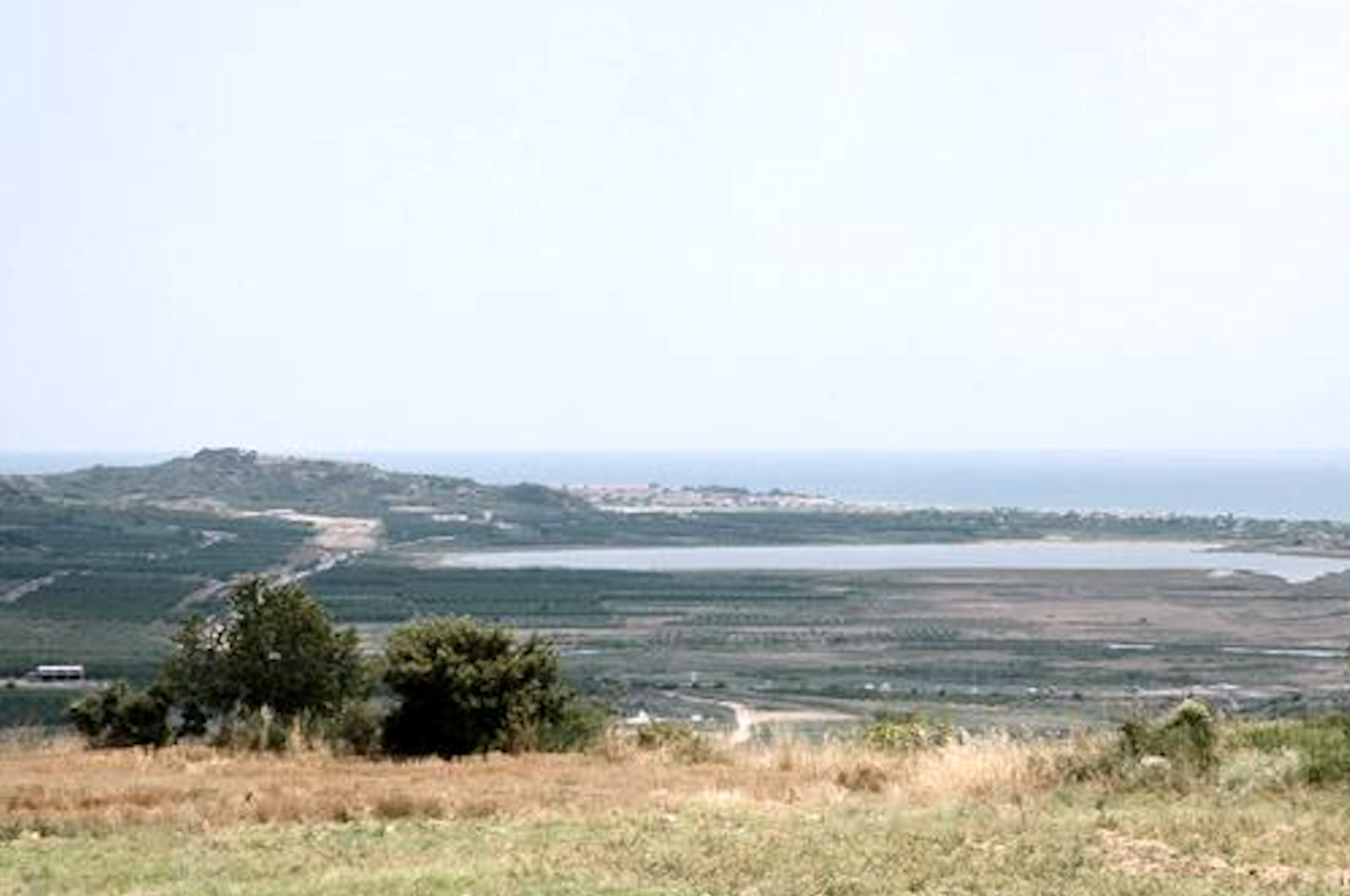
L'antic fort persa a Eíon (esquerra) i la desembocadura del riu Estrímon vist des d'Ennea Hodoi (Amfípolis).

### Asia Menor

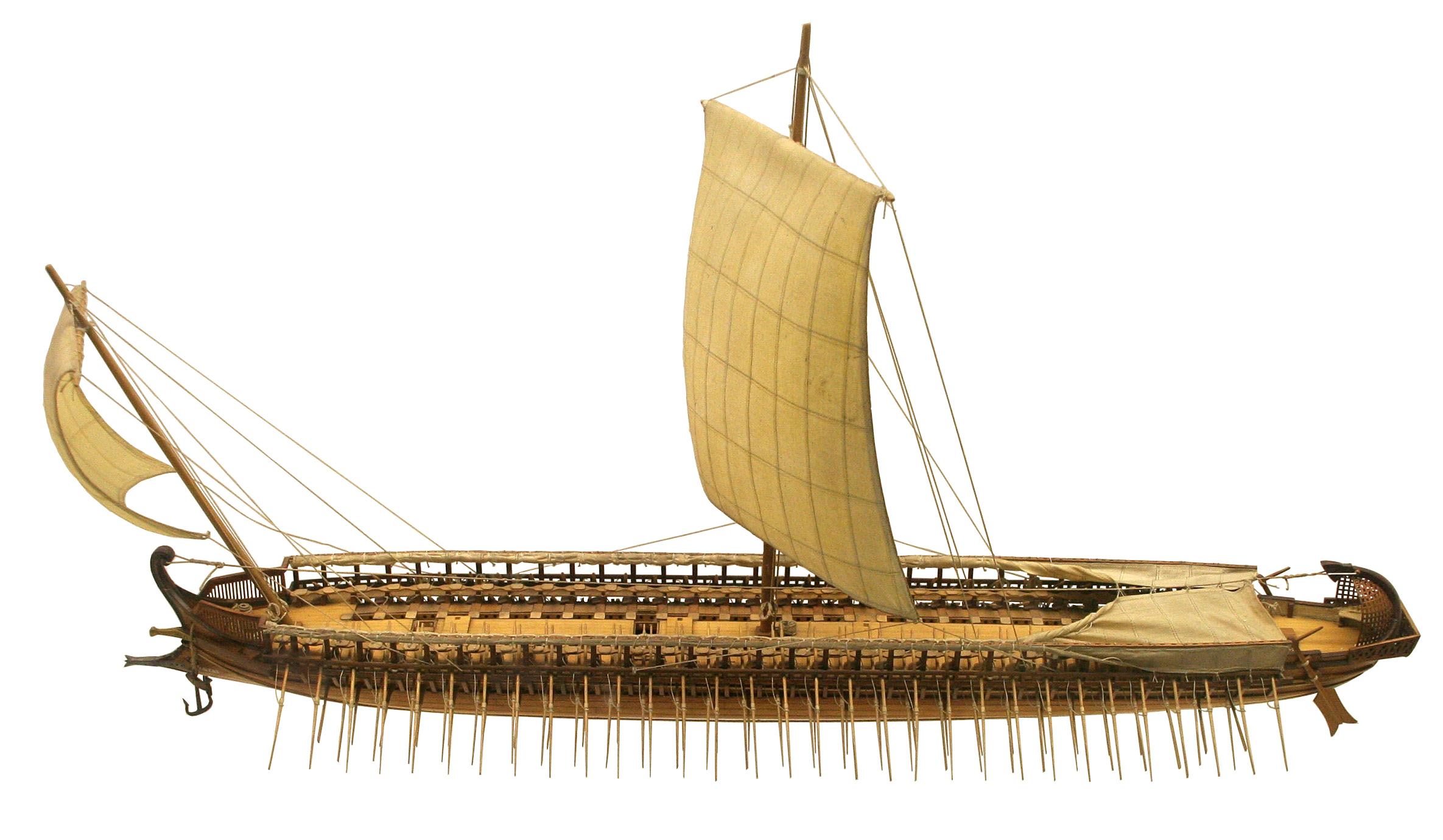
Model reconstruït d'una trirrem, embarcació usada per grecs i perses.

#### Batalla de l'Eurimedont

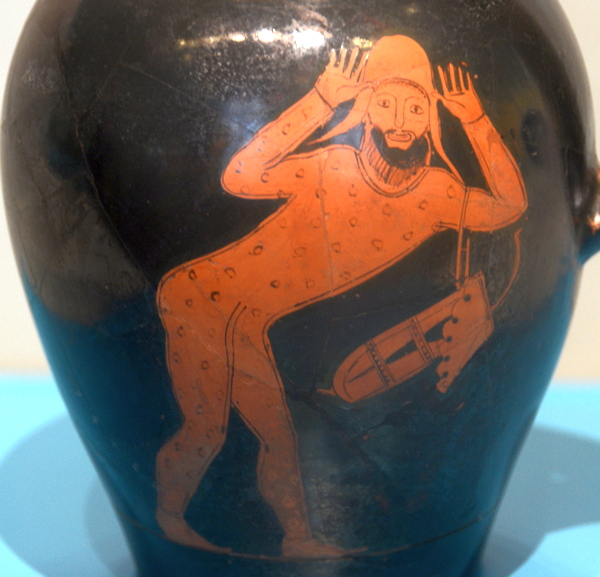
Arquer persa al gerro d'Eurimedont, fabricat cap al 460 a. Al revers hi ha un guerrer grec itifàl·lic nu.Una inscripció al got diu ειμ[í] κυβα[---] έστεκα "Sóc Eurimedont, estic inclinat cap endavant", en probable referència a la derrota i humiliació persa a la batalla de l'Eurimedont.